# Heteropia striata
Heteropia striata är en svampdjursart som beskrevs av Hozawa 1916. Heteropia striata ingår i släktet Heteropia och familjen Heteropiidae.
Artens utbredningsområde är havet kring Japan. Utöver nominatformen finns också underarten H. s. minor.